# Besucherbergwerke Goldkronach
Der Mittlere-Name-Gottes-Stollen und die Schmutzlerzeche sind zwei Schaubergwerke auf dem Goldberg bei Brandholz, Gemeindeteil der oberfränkischen Stadt Goldkronach.
Die beiden nahe beieinander liegenden Stollen sind auf dem Goldberg über Brandholz erreichbar. Neben dem Goldbergbaumuseum Goldkronach bietet vor Ort eine zentrale Infostelle eine weitere Anlaufstation, von der aus die Schaubergwerke besucht werden können. Das Areal liegt am Humboldt-Wanderweg. Beide ehemalige Bergwerke sind Geotope des Landkreises Bayreuth.
Der Name-Gottes-Stollen war Ende des 15. Jahrhunderts ein Bürgerstollen und ging unter Georg Friedrich in markgräflichen Besitz über. Der Abbau wurde Anfang des 19. Jahrhunderts eingestellt. Seit 1993 ist der mittlere Stollen als Besucherbergwerk zugänglich.
Ebenfalls Ende des 15. Jahrhunderts entstand der Schmutzler-Stollen. Im Dreißigjährigen Krieg kam der Abbau zum Erliegen, er wurde von Markgraf Christian Ernst um 1665 wieder aufgenommen. Ende des 18. Jahrhunderts wurde der stark rückläufige Abbau endgültig eingestellt. Von 340 Meter Länge des mittleren Stollens sind 40 Meter und ein 20 Meter langer Seitenstollen zugänglich. Die Öffnung für Besucher erfolgte 1985.
Nach einer Sage hängt das Glück der Menschen auf dem Goldberg Funde zu machen von der Gunst der Goldelfen und ihrem Goldkönig ab.
Der Schmutzlerstollen ist vom Bayerischen Landesamt für Umwelt als wertvolles Geotop (Geotop-Nummer: 472G003) und der Name-Gottes-Stollen als besonders wertvolles Geotop (Geotop-Nummer: 472G006) ausgewiesen.

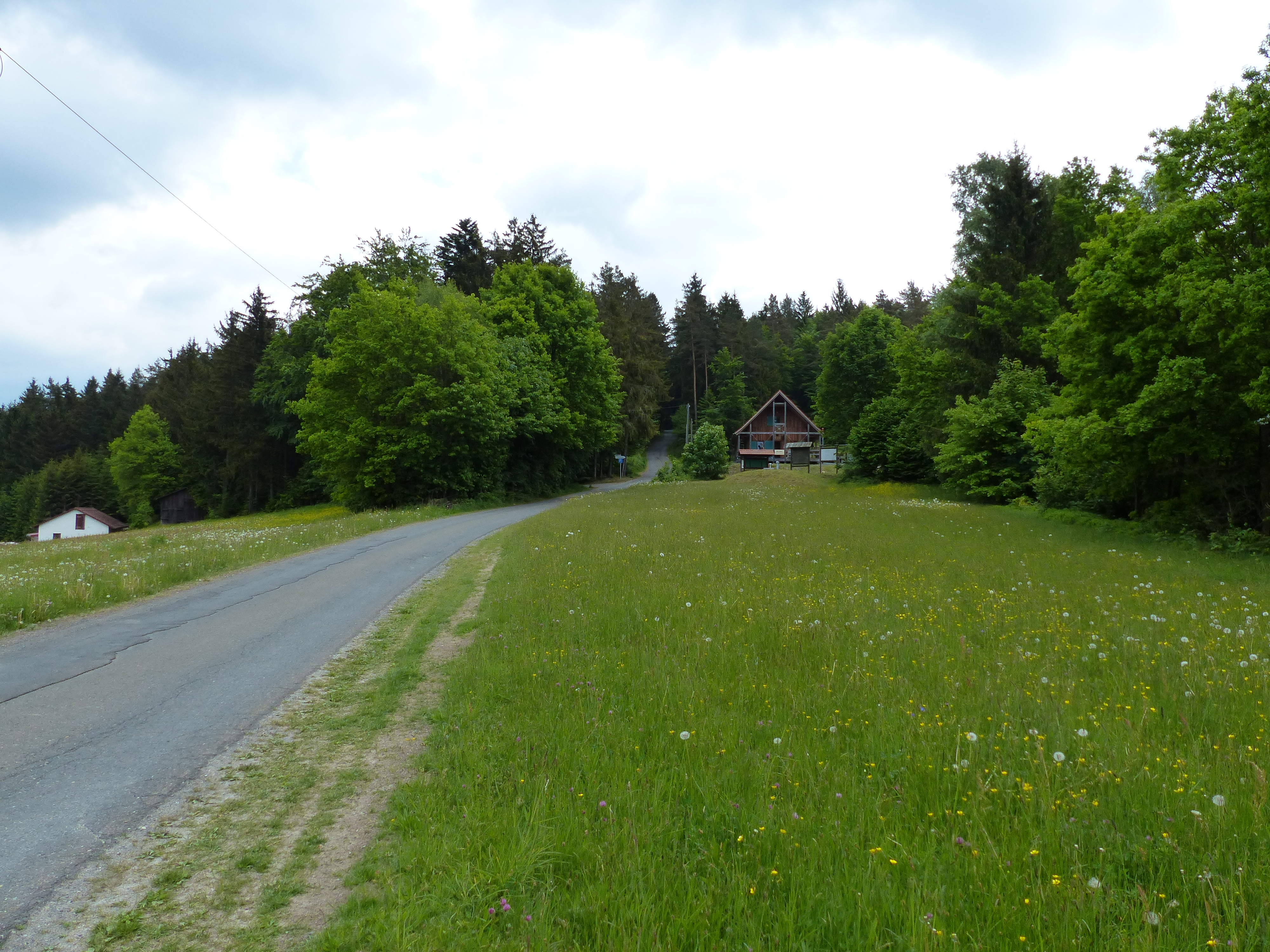
Infohaus am Goldberg
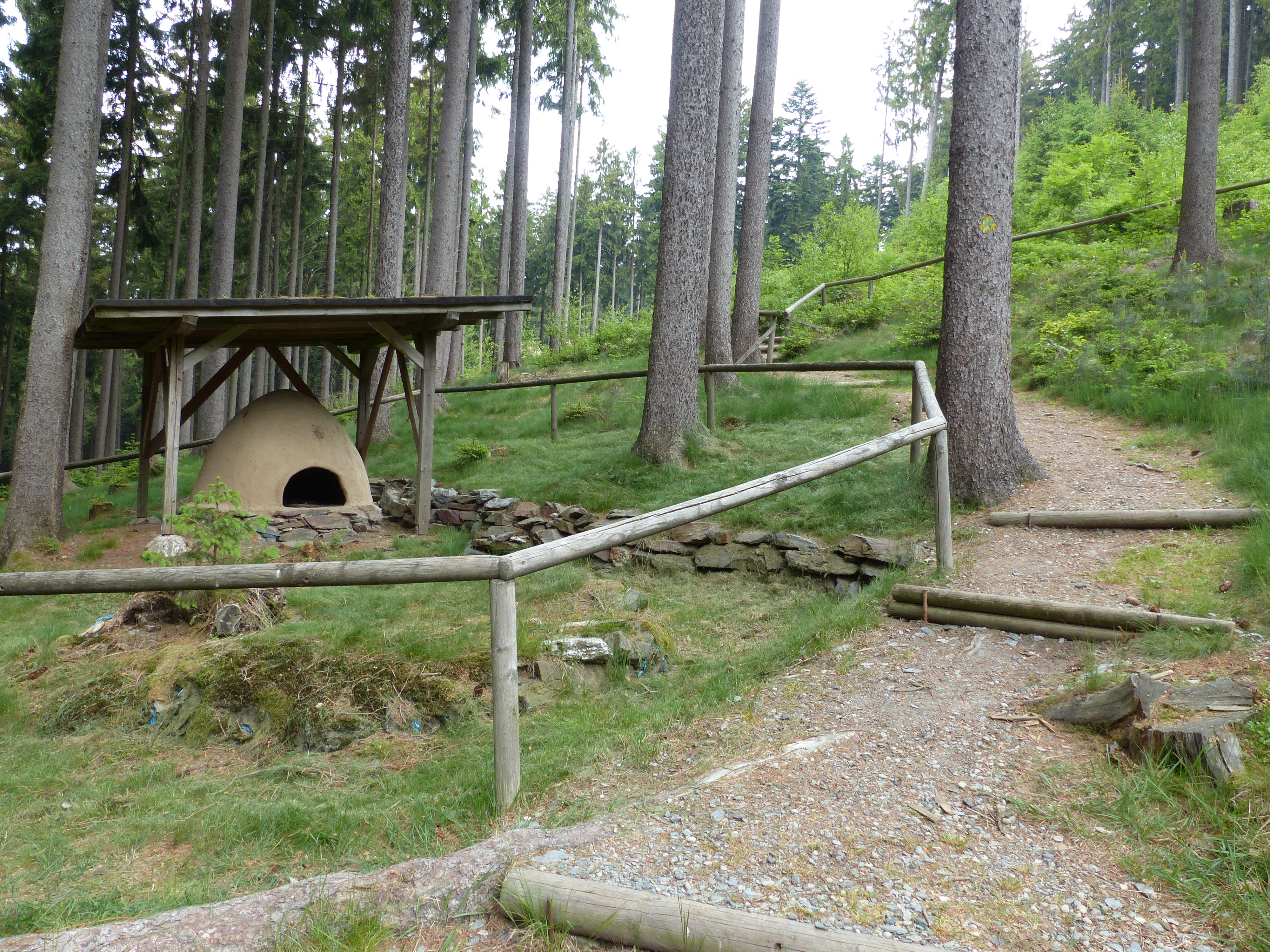
Schmelzofen
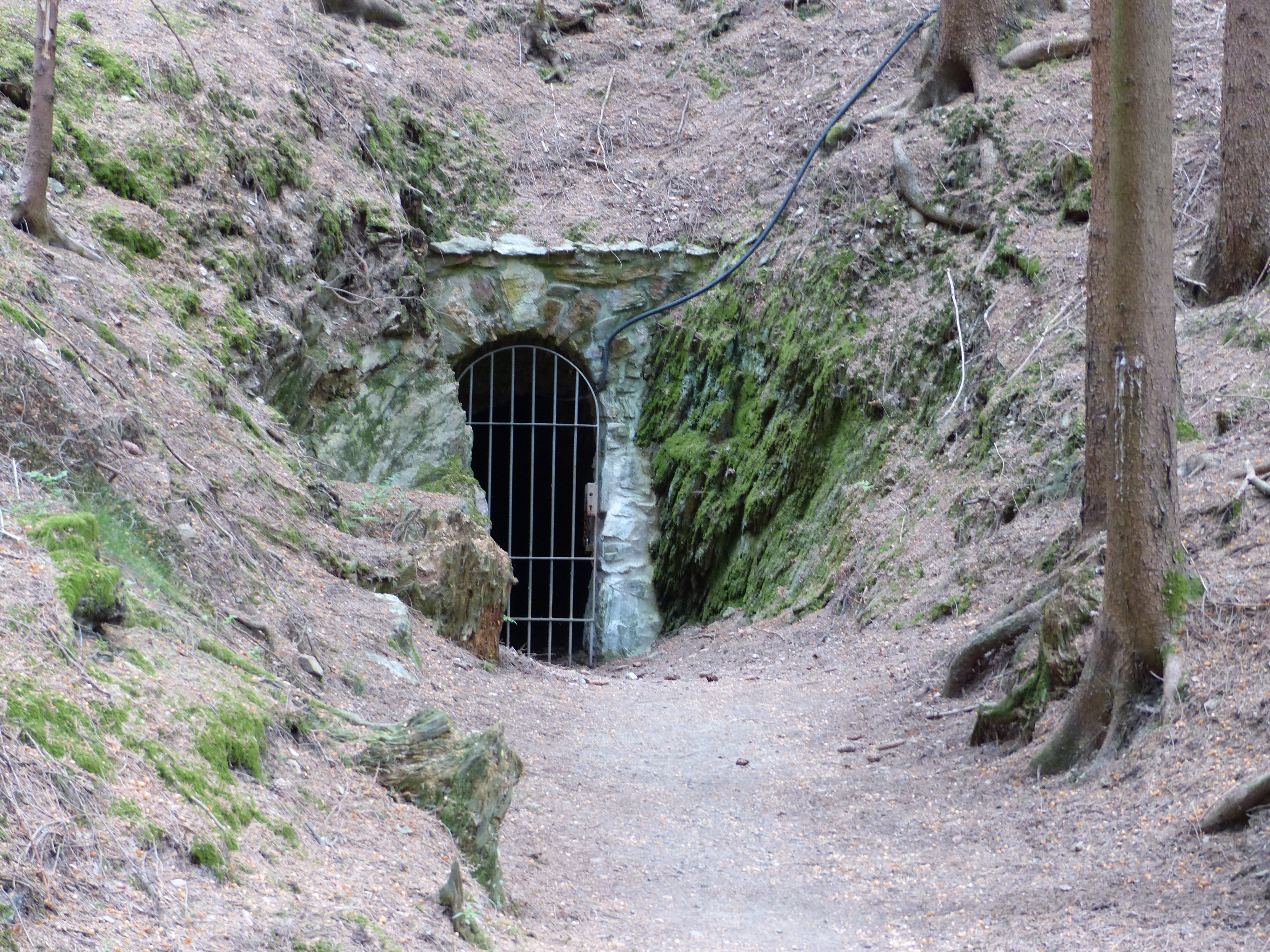
Eingang des Schmutzler-Stollens